# كيرلس الثالث لوكاريس
كيرلس لوكاريس (باليونانية: Κύριλλος Λούκαρις)‏ ، 13 نوفمبر 1572 - 27 يونيو 1638)، ولد قسطنطين لوكاريس ، وكان أسقفًا وعالمًا يونانيًا، وكان كريتي الجنسية من كاندية، (كانت آنذاك تحت جمهورية البندقية).
أصبح فيما بعد بطريرك الإسكندرية للروم الأرثوذكس باسم كيرلس الثالث وبطريرك القسطنطينية المسكوني كيرلس الأول . زعم الكالفينيون المعاصرون، وبعض الكتاب الكالفينيون، أنه سعى لإصلاح الكنيسة الأرثوذكسية الشرقية كما حدث في اصلاح الكنائس الكالفينية البروتستانتية.
تم رفض محاولات جلب الكالفينية إلى الكنيسة الأرثوذكسية، ولا تزال أفعال كيرلس ودوافعه ووجهات نظره الخاصة موضع نقاش بين العلماء. ومع ذلك، فإن الكنيسة الأرثوذكسية تعترف به كرجل شهيد ومدافع عن الإيمان الأرثوذكسي ضد كل من اليسوعيين الكاثوليك والكالفينيون البروتستانت.
تم تمجيد كيرلس لوكاريس رسميًا بقرار من المجمع المقدس لبطريركية الإسكندرية في 6 أكتوبر 2009، ويتم الاحتفال بذكراه في 27 يونيو من كل سنة.  

## حياته
ولد كيرلس لوكاريس في كاندية، كريت في 13 نوفمبر 1572، عندما كانت الجزيرة جزءًا من الإمبراطورية البحرية لجمهورية البندقية. في شبابه سافر عبر أوروبا، ودرس في البندقية وجامعة بادوفا، وفي جنيف حيث وقع تحت تأثير المذهب الكالفيني وأمن بالإصلاح. تابع كيرلس لوكاريس دراساته اللاهوتية في البندقية وبادوا وويتنبرغ وجنيف حيث كان غير متعاطف مع الكاثوليكية الرومانية. خلال ذلك الوقت كان رئيسًا لأكاديمية أوستروه.
تم رسامة لوكاريس في القسطنطينية. في عام 1596، أرسل البطريرك ميليتيوس بيغاس، بطريرك الإسكندرية، لوكاريس إلى الكومنولث البولندي الليتواني لقيادة المعارضة الأرثوذكسية لاتحاد بريست ليتوفسك، الذي اقترح اتحاد كييف مع روما. عمل لوكاريس لمدة ست سنوات كأستاذ في الأكاديمية الأرثوذكسية في فيلنيوس (الآن في ليتوانيا).
في عام 1601، تم تنصيب لوكاريس بطريرك الإسكندرية في سن التاسعة والعشرين. استمر في شغل هذا المنصب لمدة عشرين عامًا، حتى ترقى إلى كرسي القسطنطينية. خلال هذه السنوات، تبنى لوكاريس لاهوتًا تأثر بشدة بعقيدة الإصلاح البروتستانتي.
بسبب الاضطهاد التركي بالإضافة إلى تبشير المؤمنين الأرثوذكس من قبل المبشرين اليسوعيين، كان هناك نقص في المدارس التي تدرس الإيمان الأرثوذكسي واللغة اليونانية. تم إنشاء مدارس الروم الكاثوليك وتم بناء الكنائس الكاثوليكية بجانب الكنائس الأرثوذكسية، وبما أن الكهنة الأرثوذكس كانوا بحاجة الي الدراسة الدينية واللاهوتية فقد أسس مدرسة لاهوتية في جبل آثوس، مدرسة أثونيادا.
في عام 1627، أجاز إنشاء مطبعة باللغة اليونانية في إسطنبول، وهي الأولى من نوعها. وقد قدمت الحكومة الفرنسية احتجاجًا رسميًا إلى السلطات العثمانية بمجرد أن بدأت الصحيفة في نشر مقالات ضد الكنيسة الكاثوليكية، ونتيجة لذلك، أمرت السلطات العثمانية بإغلاقها بعد عام واحد.

## كالفينية
كان هدف كيرلس لوكاريس إصلاح الكنيسة الأرثوذكسية على أسس كالفينية، ولهذا الغرض أرسل العديد من اللاهوتيين اليونانيين الشباب إلى جامعات سويسرا وشمال هولندا وإنجلترا.
في عام 1629، نشر كتابه الشهير (العقيدة الكالفينية)، وكان بقدر الإمكان متوافق مع لغة وعقائد الكنيسة الأرثوذكسية. طبع الكتاب في نفس العام طبعتين لاتينيتين، وأربعة طبعات فرنسية وطبعة ألمانية وطبعة إنجليزية، وفي الكنيسة الشرقية أثار جدلاً وأنتقد في العديد من المجامع الكنسية.
أنتقد في عام 1638 في القسطنطينية، وفي عام 1642 في سينودس ياش، وبلغت ذروتها في عام 1672 مع دعوة دوثيوس، بطريرك القدس، إلى سينودس القدس، والتي تم بموجبها إدانة المذهب كالفين. 
كان كيرلس أيضًا شديد الانفتاح تجاه كنيسة إنجلترا، وتوافق مع رؤساء أساقفة كانتربري. في ذلك الوقت، أُرسل ميتروفانيس كريتوبولوس، الذي أصبح فيما بعد بطريرك الإسكندرية (1636–1639) - إلى إنجلترا للدراسة. كان كل من لوكاريس وكريتوبولوس من عشاق الكتب والمخطوطات، وما جمعه هذان البطريركان من مجموعات الكتب ومخطوطات أصبحت اليوم من أهم المجموعات في المكتبة البطريركية.
في عام 1629 في جنيف نُشر مقال «الاعتراف الشرقي للعقيدة المسيحية» باللاتينية، والذي يحتوي على العقيدة الكالفينية. في عام 1633 تم نشره باللغة اليونانية. حرم مجمع القسطنطينية في عام 1638 كلاً من كيرلس و مقال «الاعتراف الشرقي للإيمان المسيحي»، لكن مجلس القدس في عام 1672، الذي شارك بشكل خاص في قضية كيرلس، برأه تمامًا، وشهد أن مجلس القسطنطينية حرم كيرلس ليس لأنهم اعتقدوا انه هو كاتب مقال «الاعتراف الشرقي للعقيدة المسيحية»، ولكن لأن كيرلس لم يكتب دحضًا لهذا المقال المنسوب إليه.
ومع ذلك، يواصل العلماء الغربيون الإصرار على كالفينية كيرلس، مشيرين ليس فقط إلى الاعتراف، ولكن أيضًا في مراسلاته المكثفة مع العلماء البروتستانت (خاصة رسائل 1618-1620 الموجهة إلى الهولندي فيلجلمو).
طعن المؤرخ الأرثوذكسي الأسقف أرسيني (بريانتسيف) في صحة المراسلات وأشار إلى الرسائل الخمسين لكيرلس القيصر ميخائيل فيدوروفيتش وبطريرك موسكو فيلاريت، المخزنة في أرشيف موسكو لوزارة الخارجية الرئيسية والتي تدل علي التزام كيرلس بالأرثوذكسية، وكذلك في رسالته عام 1622 التي تحدث فيها عن البروتستانتية كعقيدة تجديفية.

## خصومه
تم عزل لوكاريس مؤقتًا عدة مرات ونُفي بتحريض من خصومه الأرثوذكس والسفيرين الفرنسيين والنمساويين بينما كان مدعومًا من قبل السفراء البروتستانت الهولندي والإنجليزي في العاصمة العثمانية. أخيرًا، عندما كان السلطان العثماني مراد الرابع على وشك الانطلاق في الحرب الفارسية، اتُهم البطريرك بإثارة القوزاق، ولتجنب المتاعب أثناء غيابه، قام السلطان بخنقه  بواسطة الإنكشاريين في 27 يونيو 1638 عندما اخذوه على متن سفينة في البوسفور. تم إلقاء جثته في البحر، لكن تم انتشال الجثة ودفنها على مسافة من العاصمة بواسطة بعض أصدقائه، وقد أعيد الجسد إلى القسطنطينية بعد سنوات عديدة.
تم تكريم لوكاريس كقديس وشهيد بعد وقت قصير من وفاته، وقام أوجينيوس من أيتوليا بعمل مديح للاحتفال بذكراه.
وفقًا لرسالة أرسلها إدوارد بوكوك عام 1659 إلى توماس جريفز (الذي التقى بلوكاريس أثناء زيارته لرئيس الأساقفة وليم لود)، تم حفظ العديد من هذه المخطوطات المختارة من مكتبة لوكاريس بواسطة السفير الهولندي الذي أرسلها بالسفينة إلى هولندا. على الرغم من وصول السفينة بأمان، إلا أنها غرقت في اليوم التالي في عاصفة عنيفة بكل الكتب والمخطوطات.

## مكانته في الكنيسة
لا يزال موقف لوكاريس من الأرثوذكسية الشرقية موضع نقاش في الكنيسة. يقبل بعض الأرثوذكس وجهة نظر معظم المؤرخين العلمانيين بأنه كان من المؤيدين للكالفينية. ويقول آخرون إن موقفه الشخصي قد شوهه أعداؤه، وإنه ظل مخلصًا للتعاليم الأرثوذكسية. 

## روابط خارجية
- of Etna، Chrysostomos، The Myth of the Calvinist Patriarch، Orthodox info، مؤرشف من الأصل في 2024-11-16 – article from an Orthodox standpoint claiming Lucaris was not a Calvinist.
- Lucaris، Confession of Faith، Cri voice، مؤرشف من الأصل في 2025-02-18.
- Michaelides، George P (1943)، "The Greek Orthodox Position on the Confession of Cyril Lucaris"، Church History، J Stor، ج. 12، ص. 118–129، DOI:10.2307/3159981، JSTOR:3159981.
- Cyril I Lucaris (article)، The Ecumenical Patriarchate، مؤرشف من الأصل في 2020-01-26